# Jean-Baptiste Nouvion (général)
Pour les articles homonymes, voir Nouvion (homonymie).
Jean-Baptiste Nouvion (26 janvier 1753 à Mézières -4 août 1825 à Delémont, Suisse) est un général français de la Révolution et de l’Empire.

## Biographie
La carrière de Jean-Baptiste Nouvion est fulgurante comme celle de nombreux jeunes généraux issus de l'amalgame des « nouveaux » les « bleus » de la Révolution avec les « anciens » de l'armée royale.
On le voit successivement le 17 février 1771, cavalier volontaire au régiment du Roi cavalerie, avec le grade de brigadier en 1779, maréchal des logis en 1780, et maréchal des logis chef en 1782. Il passe dans la cavalerie des trois Évêchés en qualité de porte-étendard puis rentre au 10e régiment de Chasseurs le 15 septembre 1784. Il devient quartier maître trésorier le 17 septembre 1789, capitaine de cavalerie le 5 août 1792, chef de brigade le 1er mars 1793 et chef d'état-major à l'armée des côtes de La Rochelle le 30 avril 1793.

### Général de brigade de l'armée de l'Ouest (1793)
Il sert dans l’armée du Rhin et en Vendée, notamment lors de la première bataille de Fontenay-le-Comte. Il est promu général de brigade le 30 juin 1793. Mais le 30 septembre, Nouvion est destitué de son grade, à la suite de rivalités intestines et se retire à Bourbonne-les-Bains. Les généraux Kléber et Marceau interviennent alors en sa faveur. Il est réintégré le 1er mars 1795, et entre au service de Pichegru, commandant de l’Armée du Rhin. Il rejoint le Jura, alors Département du Mont-Terrible en 1795. Il rencontre, lui, le soldat de la Révolution, une jeune fille de l’aristocratie delémontaise, Marie Louise de Verger. Il l’épouse le 27 juin.

### Commandant de la division de l'intérieur de l'Helvétie
Le dictionnaire historique et biographique de la Suisse rapporte que Nouvion joue un rôle important lors de l’invasion de la Confédération par la France. Il occupe Bienne le 6 février 1798, entre à Berne le 5 mars, quelques heures avant le général Brune, combat les Schwytzois, prend Einsiedeln le 3 mai, conclut la capitulation avec les cantons primitifs, prend encore Rapperswill le 10 mai. Il s’établit à Lucerne, nommé commandant de la division de l'intérieur de l'Helvétie par le Directoire le 30 avril 1798, pour protéger le nouveau gouvernement helvétique. Il démissionne le 27 mars 1799. Le 6 juin 1799, il achète à Delémont l’ancienne Courtine d’Humbert des Bois, à l’extrémité est de la grand’rue, et s’y fixe avec sa famille. Il y meurt en 1825.

### Commandant de la citadelle deBesançon(1815)
Mis à la retraite en 1806, malade, Nouvion est pourtant rappelé le 31 décembre 1815 afin de prendre le commandement de la citadelle de Besançon, il ne reste à ce poste
que durant quatre mois.
Sa demeure - classée dans l'Inventaire suisse des biens culturels d'importance régionale - est située en bordure est de la vieille-ville de Delémont. Une rue de cette localité porte aujourd'hui son nom.

## États de service
- cavalier au régiment du Roi le 17 février 1771
- maréchal des logis en 1780
- passé comme porte-étendard dans la cavalerie des Trois-Évêchés le 15 septembre 1784
- réintégré au 10e régiment de chasseurs à cheval en mai 1788
- aide de camp avec le grade de capitaine, le 5 août 1792
- adjudant-général chef de brigade en Vendée, le 1er mars 1793
- chef d'état-major de la division établie à Fontenay-le-Comte
- Chef de brigade, il se distingue lors de la défaite de l'armée Républicaine à Fontenay le 25 mai, en couvrant la retraite avec Beaufranchet d'Ayat
- Général de brigade le 30 juin 1793, suspendu le 30 septembre, alors qu'il est encore chef d'état-major de la division de Chalbos ; requis par les représentants du peuple d'avoir à demeurer en fonction, il continue de servir jusqu'au 4 frimaire an II (24 novembre 1793), époque où Rossignol l'oblige à quitter l'armée ; c'est lui qui réorganise en quelques jours l'armée de l'Ouest, à Angers, après la déroute d'Entrammes.
- Réintégré le 11 ventôse an III (1er mars 1795), et envoyé peu après à l'armée de la Moselle. Il doit prendre sa retraite en l'an VIII pour cause de blessures et d'infirmités, et se retire à Delle.
- Lors de l'invasion de 1814, il demande un emploi et est envoyé à Dijon, commandant de la citadelle. Retiré en Suisse après la Restauration, il revient à Delle en 1818.

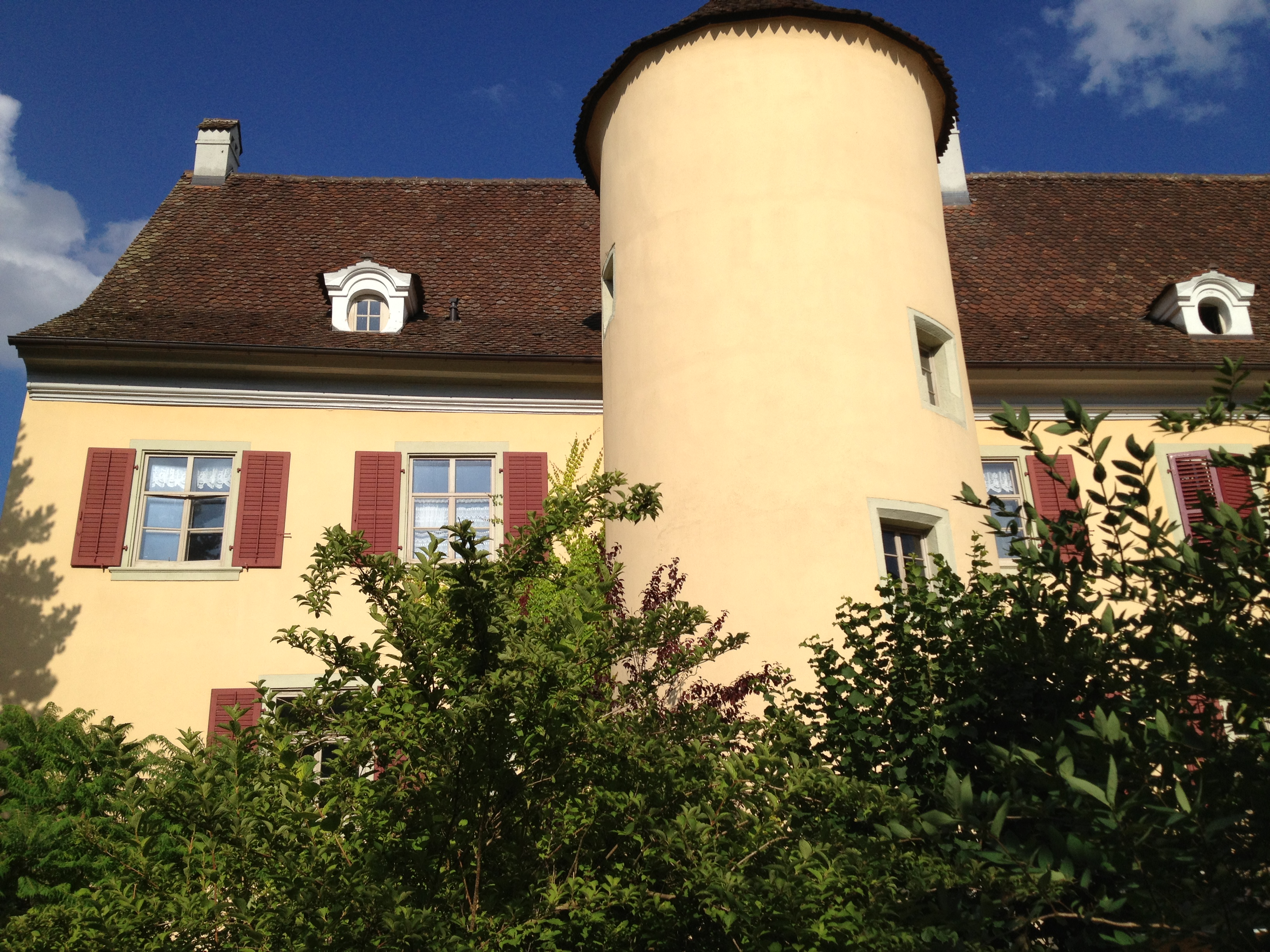
Maison Nouvion à Delémont.
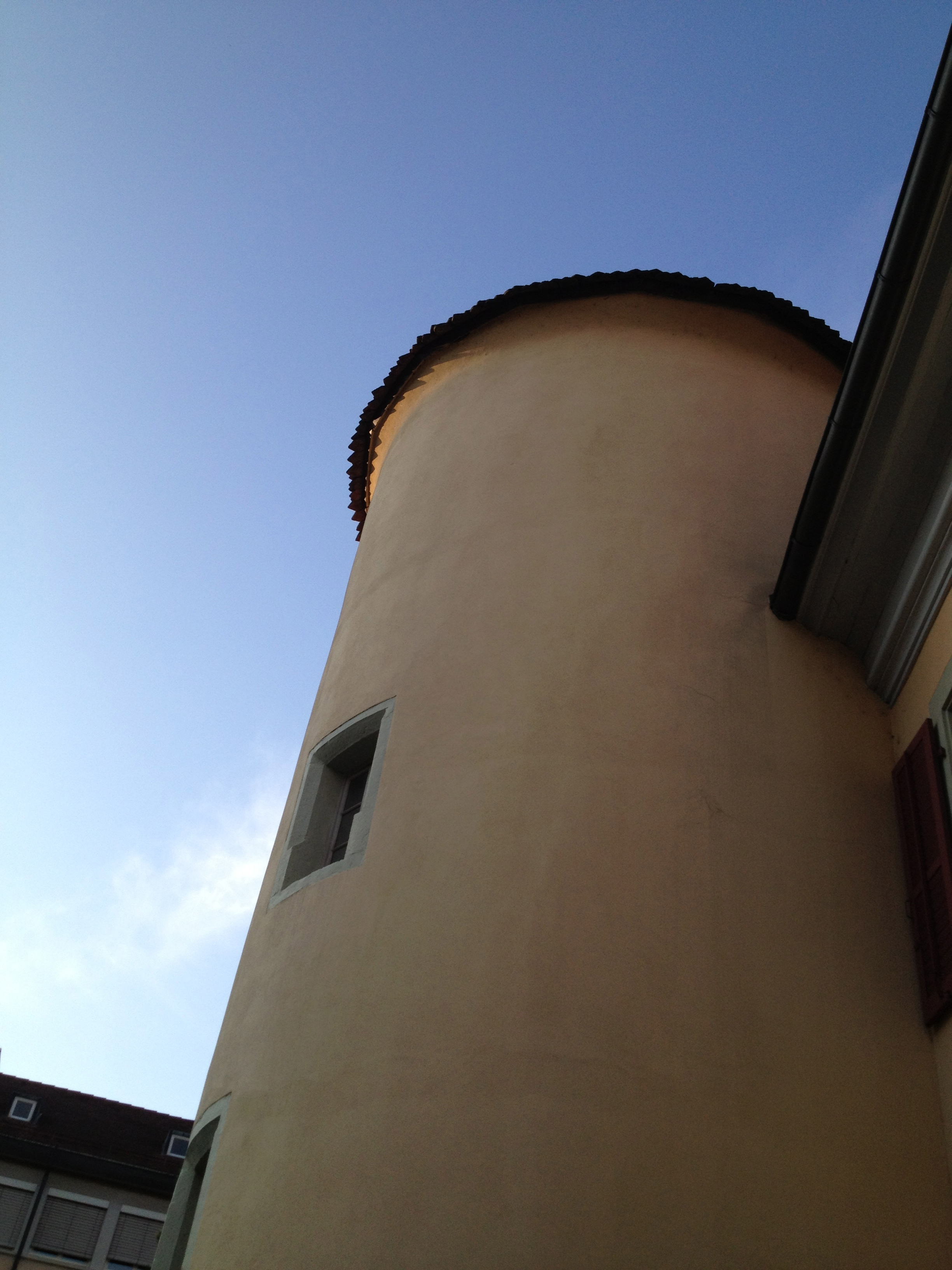
Tour contenant la viorbe.
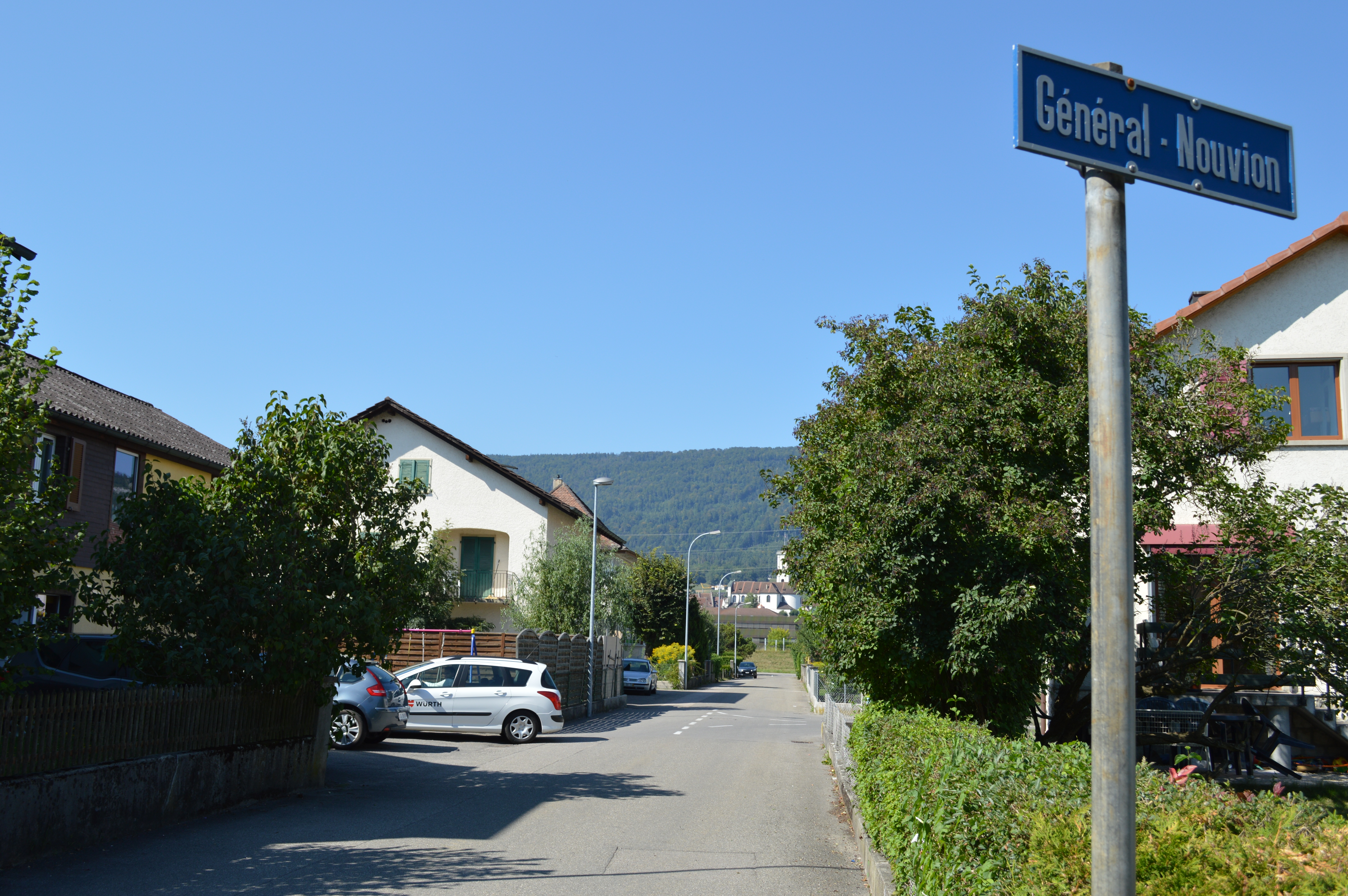
Rue du Général-Nouvion à Delémont.
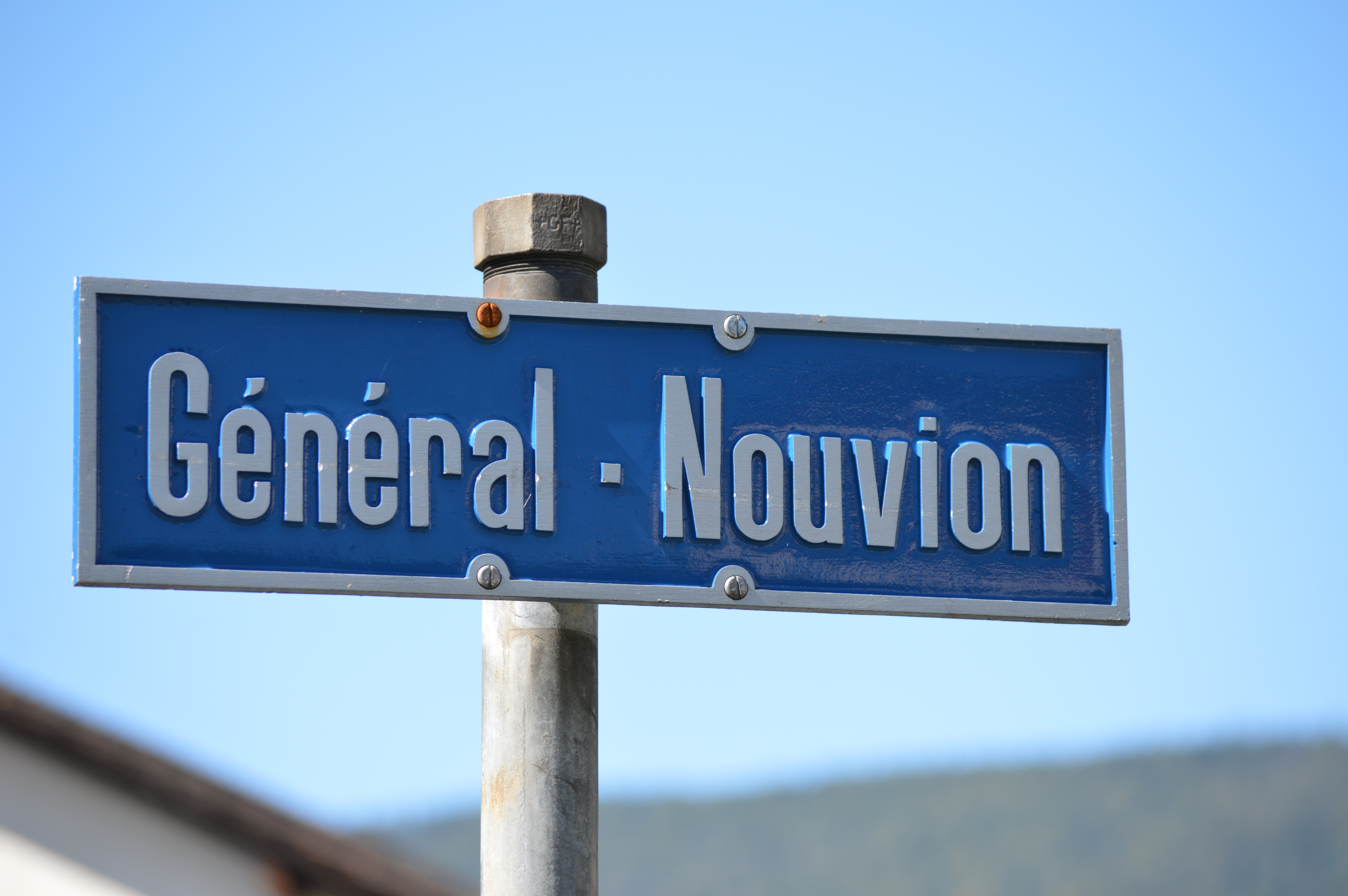
Plaque de rue à Delémont.